# Iván Panfílov
Iván Vasílievich Panfílov (en ruso: Иван Васильевич Панфи́лов; 1892 – 1941. Fue un general soviético y Héroe de la Unión Soviética (título póstumo).
Durante la Batalla de Moscú en noviembre de 1941, Panfílov comandó  la División 316 de Fusileros (renombrada el 18 de noviembre de 1941 como Octava División de Fusileros de la Guardia). 
Murió en defensa de una posición en una colina, el 18 de noviembre de 1941 cerca del pueblo de Guseniovo, en la región administrativa de Volokolamsk, en la óblast de Moscú a causa de fragmentos de una granada de mortero, justamente cuando se le comunicaba, por un grupo de periodistas, que había sido nombrado Héroe de la Unión Soviética.

## Los hombres de Panfilov
28 hombres de la división 316 comandada por Panfilov con escasos recursos, defendieron desde el 16 al 20 de noviembre de 1941 una posición en la región cercana a la ciudad de Volokolamsk enfrentándose a dos divisiones de blindados e infantería alemana. Como resultado del combate, 18 tanques fueron destruidos y solo sobrevivieron seis soldados soviéticos. Algunas fuentes señalan que es un mito y otras que los hechos fueron ciertos.

## En la cultura popular
Fue el periodista y escritor Alexander Bek el encargado de popularizar las hazañas de los hombres de la 316.º División de Fusileros a través de su obra La carretera de Volokolamsk, donde entrevista al entonces capitán kazajo Baurdzhán Momish-Ulí, y este va testimoniando sobre los sucesos de su unidad en la defensa de Moscú frente a la invasión alemana. El libro se convirtió en obra de culto y de estudio para varios ejércitos del mundo, incluido el israelí.
La hazaña de los 28 combatientes de otra unidad de la división de Panfilov en el poblado de Dubosékovo fue inmortalizada en el cine en 2016, con la película "Los 28 de Panfilov".